# Lee's Summit
Lee's Summit é uma cidade localizada no estado americano de Missouri, no Condado de Cass e Condado de Jackson.

## Demografia
Segundo o censo americano de 2000, a sua população era de 70.700 habitantes.
Em 2006, foi estimada uma população de 81.913, um aumento de 11213 (15.9%).

## Geografia
De acordo com o United States Census Bureau tem uma área de
159,7 km², dos quais 154,1 km² cobertos por terra e 5,6 km² cobertos por água.

## Localidades na vizinhança
O diagrama seguinte representa as localidades num raio de 12 km ao redor de Lee's Summit.